# Comuneros (estación)
La estación sencilla Comuneros, hace parte del sistema de transporte masivo de Bogotá llamado TransMilenio inaugurado en el año 2000.

## Ubicación
La estación está ubicada en el sector centro de la ciudad, más específicamente sobre la Avenida Norte-Quito-Sur entre calles 3 y 5. Se accede a ella a través de un cruce semaforizado ubicado sobre la Calle 3, y a través de un puente peatonal ubicado sobre la Calle 5.
Atiende la demanda de los barrios Comuneros, Veraguas Central y sus alrededores.
En las cercanías están la Alcaldía Local de Puente Aranda, el supermercado Olímpica Santa Isabel, el restaurante Domino's Pizza Santa Isabel y dos estaciones de servicio de gasolina Primax y Texaco.

## Origen del nombre
La estación recibe su nombre del barrio ubicado en el costado occidental y de la Avenida de los Comuneros, a pocos metros de la estación.

## Historia
En el año 2005, al ser puesta en funcionamiento la segunda troncal de la fase 2 del sistema, la troncal NQS, fue puesta en funcionamiento esta estación.

## Servicios de la estación

### Servicios troncales
| Tipo                                | Rutas al Norte | Rutas al Oriente | Rutas al Sur |
| ----------------------------------- | -------------- | ---------------- | ------------ |
| Ruta fácil                          | 4              |                  | 4            |
| Expresos todos los días todo el día | B12 E42        | M47              | G12 G42 G47  |

### Esquema
| ← Norte |         |         |         |
| Calle 5 | 4B12    | E42M47  | Calle 3 |
| Puente  | Vagón 2 | Vagón 1 |         |
| Calle 5 | 4G12    | G42G47  | Calle 3 |
| Sur →   |         |         |         |

### Servicios urbanos
Así mismo funcionan las siguientes rutas urbanas del SITP en los costados externos a la estación, circulando por los carriles de tráfico mixto sobre la Avenida NQS, con posibilidad de trasbordo usando la tarjeta TuLlave:
| Código | Sector               | Dirección          | Rutas                                                      |
| ------ | -------------------- | ------------------ | ---------------------------------------------------------- |
| 127A00 | A Estación Comuneros | Av. NQS - CL 4A    | A426A537A605A643A708B608B631F426K715 599 SE14 T11 T26 T163 |
| 071A07 | G Estación Comuneros | Av. NQS - CL 4 Bis | G537H605H608H631H643H708H715 599 SE14 T11 T26 T163         |

## Ubicación geográfica
| Noroeste: Puente Aranda | Norte: E Ricaurte   | Nordeste: E Guatoque - Veraguas |
| Oeste: Puente Aranda    |                     | Este: H Hospital                |
| Suroeste: Puente Aranda | Sur: G Santa Isabel | Sureste: Los Mártires           |